# خالد الاستشي (رياضي)
خالد الإستشي (مواليد 19 مارس 1974) هو عداء يمني لمسافات طويلة تنافس دوليًا في دورة الألعاب الأولمبية الصيفية لعام 1992. 

## مسار مهني
كان الإستشي لا يزال مراهقًا عندما تنافس في سباق 10,000 متر في دورة الألعاب الأولمبية الصيفية 1992 التي أقيمت في برشلونة بإسبانيا، وأنهى في المركز 26 من أصل 28 لذا لم يتأهل للنهائي. 